# Monster (manga)
Monster (モンスター, Monsutā) is een Japanse seinen-manga door mangaka Naoki Urasawa. De manga werd tussen december 1994 en december 2001 gepubliceerd in het blad Big Comic Original door Shogakukan en verzameld in 18 volumes. In België en Nederland wordt Monster uitgegeven door Kana.
Monster is door Madhouse verwerkt tot een animereeks van 74 afleveringen.De reeks verscheen tussen april 2004 en september 2005 op de Japanse zender Nippon TV.
De Hollywood-studio New Line Cinema verwierf de rechten voor een Engelstalige film van Monster.

## Inhoud
Monster is een detectiveverhaal met horrorelementen dat zich grotendeels afspeelt in Duitsland.
De serie draait om Dr. Kenzo Tenma (天馬 賢三, Tenma Kenzō), een neurochirurg die in de jaren 80 van de 20e eeuw werkt in een ziekenhuis in Düsseldorf. Hij wordt een paar keer geconfronteerd met een jonge psychopaat/sociopaat genaamd Johan. Tenma heeft ooit het leven van Johan gered, maar dat was volgens Tenma een vergissing omdat Johan een gevaarlijk man is. Hij wordt zelfs omschreven als "de nieuwe Hitler". Een rode draad in de serie zijn de pogingen van Kenzo om Johan te vinden en te stoppen voor hij mogelijk het einde van de wereld in gang zet.
De serie focust zich op enkele echt bestaande locaties en bevat referenties naar gebeurtenissen uit het echte leven.

## Personages
- Kenzo Tenma (天馬 賢三, Tenma Kenzō): Japanse neurochirurg
- Johan Liebert: Tweelingbroer van Anna
- Nina Fortner (Anna Liebert): tweelingzus van Johan
- Heinrich Lunge: inspecteur van het BKA
- Dieter: weesjongen, vriend van Tenma
- Julius Reichwein: psycholoog
- Eva Heineman
- Rudy Gillen
- Wolfgang Grimmer
- Roberto (Alfred Baul)
- Petr Capek
- Klaus Poppe (Frans Bonaparta)
- Inspecteur Jan Suck
- Otto Heckel